# I Remember You (canção de Denine)
"I Remember You" é o segundo single na carreira da cantora Denine. A canção foi originalmente lançada na coletânea Viper's Freestyle Hit Parade, da gravadora Metropolitan Recording Corporation. 
A canção foi relançada em formato de fita cassete e em 1994 a canção alcançou a posição na #16 na Bubbling Under Hot 100 Singles.

## Faixas
12" single
| N.º | Título                               | Duração |  |
| 1.  | "I Remember You" (Power 96 Mix)      | 4:45    |  |
| 2.  | "I Remember You" (New School Mix)    | 4:19    |  |
| 3.  | "I Remember You" (Synthapella)       | 1:37    |  |
| 4.  | "I Remember You" (Miami Bonus Beats) | 1:04    |  |

## Desempenho nas paradas musicais
| Parada musical (1994)                           | Melhor posição |
| ----------------------------------------------- | -------------- |
| Estados Unidos (Bubbling Under Hot 100 Singles) | 16             |